# Ia Ka
Ia Ka là một xã thuộc huyện Chư Păh, tỉnh Gia Lai, Việt Nam.
Xã Ia Ka có diện tích 114 km², dân số năm 2020 là 7.675 người, mật độ dân số đạt 67 người/km².